# Não-Me-Toque (tiểu vùng)
Não-Me-Toque là một tiểu vùng thuộc bang Rio Grande do Sul, Brasil. Tiều vùng này có diện tích 1381 km², dân số năm 2007 là 39461 người.